# Gone with the Wind
Gone with the Wind (prt: E Tudo o Vento Levou; bra: ... E o Vento Levou) é um filme americano de 1939, do gênero drama histórico-romântico, dirigido por Victor Fleming, George Cukor e Sam Wood para a Selznick International Pictures, com roteiro baseado no romance Gone with the Wind, de Margaret Mitchell.
A trama, que se desenrola no sul dos Estados Unidos, tendo como pano de fundo da Guerra de Secessão e a era da Reconstrução, conta a história de Scarlett O'Hara, filha de um latifundiário da Geórgia, durante os períodos pré, contemporâneo e pós-Guerra Civil dos Estados Unidos. Os protagonistas são interpretados por Vivien Leigh (Scarlett), Clark Gable (Rhett), Leslie Howard (Ashley) e Olivia de Havilland (Melanie).
A produção de Gone with the Wind passou por diversos problemas. As filmagens foram adiadas por dois anos, devido à determinação de Sezlnick para assegurar o papel de Rhett Butler para Gable, e à "procura por Scarlett", que fez com que mais de 1 400 mulheres fossem entrevistadas para conseguir o papel. O roteiro original foi escrito por Sidney Howard, mas passou por diversas revisões por vários escritores, para que pudesse obter uma duração adequada. O diretor original George Cukor foi demitido pouco após o início das filmagens e foi substituído por Victor Fleming, que foi brevemente substituído por Sam Wood, enquanto Fleming tirava alguns dias de folga devido à exaustão.
Lançado em 15 de dezembro de 1939 nos Estados Unidos, Gone with the Wind foi recebido de forma predominantemente positiva por críticos de cinema, que elogiaram sua produção e seu roteiro, embora alguns tivessem analisado que não possuía drama o suficiente e que era comprido. O elenco foi altamente elogiado, com diversos resenhistas prezando a atuação de Leigh como Scarlett. Como resultado, foi indicado em treze categorias no Oscar de 1940, das quais venceu oito, incluindo as de Melhor Filme, Melhor Diretor, Melhor Roteiro Adaptado (postumamente concedido a Sidney Howard), Melhor Atriz (Leigh) e Melhor Atriz Coadjuvante (Hattie McDaniel), que se tornou a primeira mulher afro-americana a conquistar o prêmio; duas das vitórias foram honorárias.
Além de ter sido um sucesso de crítica, o projeto também obteve destaque no campo comercial, convertendo-se no filme com maior arrecadação até então, com 390 milhões de dólares obtidos, e mantendo tal êxito por mais de 25 anos. Com os ajustes da inflação, é o filme mais bem sucedido da história, com mais de três bilhões de dólares arrecadados. Apesar de ter sido criticado como uma glorificação do revisionismo histórico da escravidão, Gone with the Wind foi creditado por iniciar mudanças na maneiras de como os afro-americanos são retratados nos filmes. Relançado nove vezes, obteve grande destaque na cultura popular, sendo posicionado na quarta colocação da lista dos melhores filmes estadunidenses, do American Film Institute (AFI), selecionado pela Biblioteca do Congresso dos Estados Unidos para ser preservado no National Film Registry (NFR). É frequentemente considerado o mais amado, duradouro e famoso filme de todos os tempos.

## Enredo
O enredo é dividido em duas partes:

### Primeira parte
"Houve uma terra de cavaleiros e campos de algodão denominada 'O Velho Sul'. Neste mundo, o galanteio fez sua última mesura. Aqui foram vistos pela última vez: cavaleiros e suas damas… Senhores e escravos. Procure-os apenas nos livros, pois não passam de um sonho a ser relembrado. Uma civilização que o vento levou…".
Na véspera da Guerra de Secessão em 1861, Scarlett O'Hara vive em Tara, plantação de algodão de sua família situada na Geórgia, com seus pais e suas duas irmãs. Ela descobre que Ashley Wilkes — o qual ela secretamente ama — se casará com sua prima, Melanie Hamilton, e o casamento será anunciado no dia seguinte em um churrasco na casa de Ashley, perto da plantação Twelve Oaks. Durante o evento, Scarlett declara secretamente seus sentimentos para Ashley, mas ele a rejeita ao responder que ele e Melanie são mais compatíveis. Scarlett fica furiosa ao descobrir que Rhett Butler, outro convidado, ouviu sua conversa com Ashley; surpreso, Butler promete a ela que guardará seu segredo. O churrasco é interrompido pela declaração de guerra e os homens correm para se alistarem. Ao passo em que Scarlett vê Ashley dando um beijo de despedida em Melanie, Charles, irmão mais novo de Melanie, lhe propõe casamento. Embora não o amasse, Scarlett aceita e eles se casam antes de ele ir para a guerra.

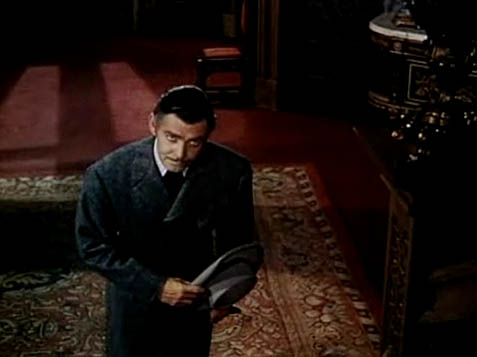
Rhett em uma cena

Scarlett torna-se viúva quando Charles morre devido a uma pneumonia e sarampo enquanto servia no Exército dos Estados Confederados. A mãe de Scarlett lhe envia para a residência dos Hamilton em Atlanta para animá-la, embora a empregada franca dos O'Hara Mammy diz à Scarlett que sabe que ela está indo para a casa dos Hamilton para esperar pelo retorno de Ashley. Scarlett, que não devia participar de uma festa enquanto estivesse de luto, vai a um bazar de caridade em Atlanta com Melanie, onde ela encontra Rhett novamente, agora um corredor de bloqueio dos Estados Confederados. Para arrecadar dinheiro para o esforço da guerra, cavalheiros são convidados a apresentar propostas de dança para as damas. Rhett faz uma proposta excessivamente grande para Scarlett e, para a desaprovação dos convidados, ela aceita dançar com ele.
O rumo da guerra se volta contra os Estados Confederados após a Batalha de Gettysburg na qual muitos dos homens da cidade de Scarlett são mortos. Scarlett faz outro apelo mal sucedido para Ashley enquanto ele está fazendo uma visita em sua licença de Natal, embora eles compartilhem um beijo privado e apaixonante no salão no dia do Natal, antes de ele retornar à guerra. Oito meses depois, conforme a cidade é cercada pelo Exército da União na Campanha de Atlanta, Scarlett e a jovem criada de sua casa Prissy devem entregar o bebê de Melanie sem assistência médica depois que ela entra em trabalho de parto prematuramente. Pouco depois, Scarlett chama Rhett para levá-la para Tara com Melanie, seu bebê e Prissy; ele as recebe em um cavalo e uma carroça, mas uma vez que estava fora da cidade, ele decide ir para a luta, deixando Scarlett e o grupo voltarem para Tara por conta própria. Após retornar para casa, Scarlett encontra Tara deserta, com exceção de seus parentes, suas irmãs e suas empregadas Mammy e Pork. Ela descobre que sua mãe morreu em decorrência de uma febre tifoide e que a mente de seu pai começou a falhar sob a tensão. Com Tara saqueada pelas tropas da união e os campos abandonados, Scarlett promete que fará qualquer coisa para a sobrevivência de si mesma e de sua família.
"Com Deus por testemunha, com Deus por testemunha, não vão me derrotar. Vou sobreviver a isso. E, quando passar, nunca mais sentirei fome! Nem eu e nem minha família. Mesmo que eu minta, roube, trapaceie ou mate. Com Deus por testemunha, nunca mais passarei fome!" — Scarlett O'Hara.

### Segunda parte
Scarlett envia sua família e suas servas para trabalhar nos campos de algodão, enfrentando muitas dificuldades ao longo do caminho, incluindo a morte de seu pai após este cair do cavalo em uma tentativa de afastar um aproveitador de suas terras. Com a derrota dos Estados Confederados, Ashley também retorna, mas descobre que pode ajudar em pouca coisa em Tara. Quando Scarlett lhe implora para fugir com ela, Ashley confessa seu desejo por ela e a beija apaixonadamente, mas diz que ele não consegue deixar Melanie. Incapaz de pagar as taxas de Tara implementadas pelos reconstrutores, Scarlett engana o noivo de sua irmã, o rico e de meia idade Frank Kennedy, de se casar com ela, dizendo que Suellen se cansou de esperar e casou-se com outro homem. Frank, Ashley, Rhett e outros cúmplices invadem uma favela de noite após Scarlett ser atacada enquanto dirigia nela sozinha; a invasão acabou resultando na morte de Frank. Pouco após o término do funeral de Frank, Rhett propõe casamento à Scarlett e ela aceita. Eles acabam tendo uma filha, a qual Rhett nomeia de Bonnie Blue, mas Scarlett, ainda apaixonada por Ashley e mortificada com a ruína percepção de sua figura, diz à Rhett que ela não quer mais crianças e que eles não irão mais dormir juntos.

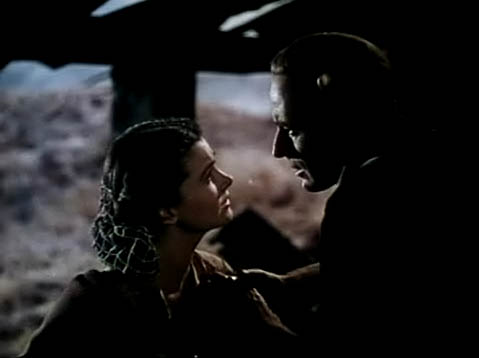
Momento em que Scarlett e Ashley conversam a sós

Certo dia, Scarlett e Ashley são vistos se abraçando pela irmã do último, India, e tal ação acaba resultando em uma intensa aversão de Scarlett, pois India acaba espalhando rumores ansiosamente. À noite, Rhett, já sabendo dos boatos, força Scarlett a participar de uma festa de aniversário de Ashley; incapaz de acreditar em qualquer coisa ruim de sua amada cunhada, Melanie defende Scarlett para que todos acreditem que o rumor é falso. Depois de retornar da festa, Scarlett encontra Rhett bêbado no térreo, e eles começam a discutir sobre Ashley. Com ciúmes, Rhett agarra a cabeça de Scarlett e ameaça esmagar seu cérebro. Quando ela zomba dele, dizendo que ele não tem honra, Rhett revida, beijando Scarlett contra sua vontade, e declara sua intenção de ter relações sexuais com ela naquela noite. Assustada, ela tenta resistir a ele fisicamente, mas Rhett a domina e a carrega até o quarto. No dia seguinte, Rhett pede desculpas por seu comportamento e oferece uma proposta de divórcio, a qual Scarlett rejeita, afirmando que seria uma desgraça.
Quando Rhett retorna de uma viagem à Londres, as tentativas de Scarlett para se reconciliar são rejeitadas. Ela lhe informa que está grávida, mas um argumento resulta em sua queda de um lance de escadas e Scarlett acaba sofrendo um aborto espontâneo. Conforme ela se recupera, uma tragédia ocorre quando Bonnie morre ao tentar pular uma cerca com seu pônei. Melanie visita a casa de Rhett e Scarlett para lhes confortar, mas entra em colapso devido à complicações decorrentes da gravidez. Depois de visitar Melanie em seu leito de morte, Scarlett consola Ashley, fazendo Rhett voltar para casa. Percebendo que Ashley amava apenas Melanie, Scarlett se precipita depois que Rhett o encontra se preparando para sair do local. Ela implora à Rhett, dizendo que percebeu naquele momento que ela o amava por todo esse tempo, e que nunca amou Ashley de verdade. Entretanto, ele a rejeita, dizendo que a morte de Bonnie afastou qualquer chance de reconciliação. Sem sucesso, Scarlett lhe implora para ficar, afirmando que não viveria sem sua presença; ele responde: "Francamente, minha querida, eu não dou a mínima" e atravessa a porta rumo à névoa do amanhecer, deixando sua ex-companheira na escadaria, que, chorando, promete que um dia reconquistará seu amado.

## Elenco
Os créditos iniciais do filme têm uma estrutura incomum porque, em vez de ordenar pela posição de importância de cada um dos atores, como é usual, o elenco é dividido em três seções: "Plantação de Tara", "Twelve Oaks" e "Atlanta". Além disso, os nomes são ordenados de acordo com a classificação social dos personagens; desse modo, Thomas Mitchell, que interpreta Gerald O'Hara, encabeça a lista como o chefe da família O'Hara, ao passo que Barbara O'Neil, como sua esposa, aparece em segundo lugar e Vivien Leigh, como a filha mais velha, a terceira, apesar de ter o maior tempo em tela. Da mesma forma, Howard C. Hickman, como John Wilkes, aparece a frente de Leslie Howard, que interpreta seu filho, e Clark Gable, que é descrito apenas como "um visitante em Twelve Oaks", recebe um crédito relativamente irrelevante na lista de elenco, apesar de ser apresentado como a "estrela" do filme durante a sua promoção.
Outros personagens incluem Belle Watling (Ona Munson), uma amiga de Rhett; o desertor Yankee (Paul Hurst); Johnny Gallagher (J. M. Kerrigan); Phil Meade (Jackie Moran); a enfermeira de Bonnie em Londres (Lillian Kemble-Cooper); Cathleen Calvert (Marcella Martin); Corporal (Irvin Bacon), o oficial montado (William Bakewell) a quem Scarlett O'Hara pergunta quando os soldados ianques chegarão à Atlanta; Emmie Slattery (Isabel Jewell), Tom, o capitão Yankee (Ward Bond); o soldado reminiscente (Cliff Edwards), o renegado (Yakima Canutt); o major Yankee (Robert Elliott) e Maybelle Merriwether (Mary Anderson). Após a morte desta, em abril de 2014, existem apenas dois integrantes ainda vivos do elenco principal: Olivia de Havilland e Mickey Kuhn, que interpretou seu filho, Beau.
Plantação de Tara
- Thomas Mitchell como Gerald O'Hara
- Barbara O'Neil como Ellen O'Hara (sua esposa)
- Vivien Leigh como Scarlett O'Hara (filha)
- Evelyn Keyes como Suellen O'Hara (filha)
- Ann Rutherford como Carreen O'Hara (filha)
- George Reeves como Brent Tarleton (na verdade, como Stuart)[nota 2]
- Fred Crane como Stuart Tarleton (na verdade como Brent)[nota 3]
- Hattie McDaniel como Mammy (empregada doméstica)
- Oscar Polk como Pork (empregado da casa)
- Butterfly McQueen como Prissy (serva da casa)
- Victor Jory como Jonas Wilkerson (superintendente de campo)
- Everett Brown como Big Sam (supervisor de campo).

Twelve Oaks
- Howard Hickman como John Wilkes
- Alicia Rhett como India Wilkes (sua filha)
- Leslie Howard como Ashley Wilkes (seu filho)
- Olivia de Havilland como Melanie Hamilton (prima e, posteriormente, esposa de Ashley)
- Rand Brooks como Charles Hamilton (irmão de Melanie)
- Carroll Nye como Frank Kennedy (um convidado)
- Clark Gable como Rhett Butler (um visitante de Charleston).

Em Atlanta
- Laura Hope Crews como tia Pittypat Hamilton
- Eddie Anderson como o tio Peter (o cocheiro de Pittypat)
- Harry Davenport como o Dr. Meade
- Leona Roberts como a Sra. Meade
- Jane Darwell como a Sra. Merriwether
- Ona Munson como Belle Watling

Outros atores do elenco coadjuvante
- Paul Hurst como o desertor ianque
- Cammie King Conlon como Bonnie Blue Butler
- JM Kerrigan como Johnny Gallagher
- Jackie Moran como Phil Meade
- Lillian Kemble-Cooper como enfermeira de Bonnie em Londres
- Marcella Martin como Cathleen Calvert
- Mickey Kuhn como Beau Wilkes
- Irving Bacon como o Corporal
- William Bakewell como o oficial montado
- Isabel Jewell como Emmy Slattery
- Eric Linden como o caso de amputação
- Ward Bond como Tom, o capitão dos Yankees
- Cliff Edwards como o soldado reminiscente
- Yakima Canutt como o renegado
- Louis Jean Heydt como o soldado que, enquanto se alimenta, segura Beau Wilkes
- Olin Howland como o homem de negócios do bagageiro
- Robert Elliott como o major Yankee
- Mary Anderson como Maybelle Merriwether.

## Produção

### Desenvolvimento
Antes da publicação do livro Gone with the Wind, diversos executivos e estúdios de Hollywood não demonstraram interesse em criar um filme baseado no trabalho, dentre os quais estavam Louis B. Mayer e Irving Thalberg, ambos da Metro-Goldwyn-Mayer (MGM), Pandro Berman, da RKO Pictures, e David O. Selznick, da Selznick International Pictures. Jack Warner aprovou a história, mas a maior estrela da Warner Bros., Bette Davis, não se interessou no papel de Scarlett, e Darryl Zanuck, da 20th Century Fox, não ofereceu dinheiro suficiente para os direitos do filme. Selznick mudou de ideia em 20 de maio de 1936 — momento em que estava completando a película The Garden of Allah, quando seu editor Kay Brown e seu parceiro de negócios John Hay Withney pediram-lhe para comprar os diretos do filme. Em julho de 1936 — um mês após o lançamento do livro, ele os comprou por cinquenta mil dólares.

### Roteiro

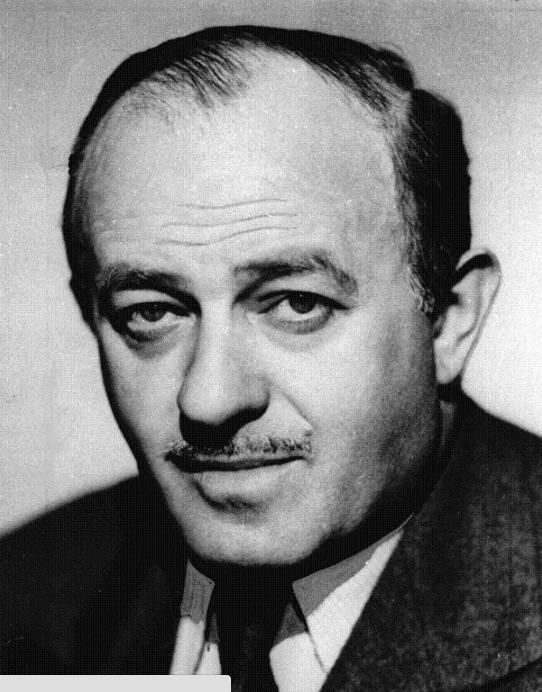
Depois de não se satisfazer com o roteiro, Victor Fleming contratou o roteirista Ben Hecht (imagem) para reescrevê-lo, no prazo de cinco dias

Em sua enciclopédia Dictionary of Literary Biography, o historiador de cinema Joanne Yeck falou sobre Sidney Howard, roteirista do filme, bem como sobre o roteiro: "Reduzir as complexidades das dimensões épicas de Gone with the Wind foi uma tarefa hercúlea (…) e a primeira submissão de Howard era muito longa, e seria pelo menos seis horas de filme; [o produtor] Selznick queria que Howard permanecesse no estúdio para fazer revisões (…) mas este recusou-se em deixar a Nova Inglaterra [e], como resultado, as revisões foram feitas por diversos escritores locais". Selznick demitiu George Cukor três semanas após o início das filmagens e contratou Victor Fleming, que na época estava dirigindo The Wizard of Oz. Este ficou insatisfeito com o roteiro e, em seguida, o produtor contatou o famoso roteirista Ben Hecht para reescrevê-lo completamente dentro de cinco dias. Hecht retornou aos rascunhos originais de Howard e, ao final da semana, conseguiu revisar a primeira metade do roteiro. Selznick comprometeu-se em reescrever a segunda metade por conta própria, porém enfrentou alguns contratempos. Howard retomou os trabalhos no roteiro por uma semana, refazendo diversas cenas importantes da segunda parte.
Yeck escreveu: "Na época do lançamento do filme, em 1939, havia dúvidas a respeito de quem deveria receber créditos na tela. (…) Mas, apesar do número de roteiristas e mudanças, o roteiro final estava notavelmente semelhante ao da versão de Howard. O fato de que apenas o nome deste apareça nos créditos pode ter sido tanto um gesto em sua memória quanto em sua escrita, pois, em 1939, Howard morreu aos 48 anos em um acidente com tratores, antes mesmo da estreia do filme". Em um lembrete escrito em outubro de 1939, Selznick discutiu os créditos do roteiro do filme: "Você pode dizer francamente que a quantidade de material relativamente pequena no filme não é do livro, a maioria é minha, e apenas as linhas originais dos diálogos não são minhas; algumas são de Sidney Howard, algumas são de Ben Hecht, e outras são de John Van Druten. Imediatamente, eu duvido que existam dez palavras originais de [Oliver] Garret no roteiro. Quanto à construção, cerca de oitenta por cento dela [é] minha, e o resto é divido entre Jo Sweling e Sidney Howard, com Hecht tendo contribuído materialmente à construção de uma sequência".
De acordo com Wiliam MacAdams, biógrafo de Hecht, na madrugada de domingo, 20 de fevereiro de 1939, Selznick e Fleming surpreenderam Hecht ao informá-lo que ele estava sob empréstimo da MGM e que deveria ir com eles para trabalhar em Gone with the Wind, cujas filmagens o produtor já havia iniciado cinco semanas antes. Elas custaram-lhe cinquenta mil dólares por cada dia de adiamento pela espera da reescrita de um roteiro final: "o tempo era essencial". Hecht estava na metade de seus trabalhos no filme At the Circus, para os Irmãos Marx. Relembrando o episódio em uma carta enviada ao seu amigo roteirista Gene Fowler, ele disse que não tinha lido o livro, mas que o produtor e o diretor não poderiam esperar que ele o lesse. Eles fizeram as cenas com base no roteiro original de Howard, que precisava ser reescrito com pressa. Hecht escreveu: 'Depois que cada cena foi filmada e discutida, sentei-me à máquina de escrever e escrevi [o roteiro]. Selznick e Fleming, ansiosos para continuar com as filmagens, continuavam a me apressar. Nós trabalhamos nessa moda por sete dias, entre dezoito a vinte horas por dia. O produtor recusou-se em nos deixar almoçar, argumentando que a comida dar-nos-ia lentidão. Ele forneceu bananas e amendoins salgados (…) assim, no sétimo dia, eu havia completado, sem comida alguma, as primeiras nove bobinas da épica Guerra Civil". O autor adicionou: "É impossível determinar exatamente quanto Hecht escreveu. (…) Nos créditos oficiais arquivados na tela da guilda de escritores, Sidney Howard recebeu sozinho, naturalmente, os créditos de roteirista, mas outros quatro roteiristas fizeram parte: Jo Swerling, que contribuiu com o tratamento, Oliver H. P. Garrett e Barbara Keon, que contribuíram na construção do roteiro, e Hecht, que contribuiu com o diálogo".
Após sua publicação, o livro impactou muito o público dos Estados Unidos, sendo The Birth of a Nation (1915) a última obra que tivera alcançado tal feito. Contudo, em consequência das famosas cenas da Ku Klux Klan no filme, o público negro ficou preocupado. Além disso, a imprensa negra também ameaçou boicotar Gone with the Wind por medo de racismo. Desse modo, sob pressão, a palavra "preto" (nigger) teve de ser eliminada do roteiro e Selznick apagou todas as referências à organização. Em concordância com sua concepção e com os padrões do tempo, ele procurou honrar o ponto de vista dos negros. Em um memorando encaminhado a Jack Whtiney, o produtor escreveu: "Prezado Jack, fui rígido enquanto preparava e escolhia o elenco, com intuito de evitar qualquer referência insultuosa aos negros como raça ou indivíduos, e eliminar as principais coisas da história que, aparentemente, fossem ofensivas a ele no livro de Margareth Mitchell. Sinto tão profundamente o que aconteceu aos judeus no mundo, que não pude evitar de me compadecer com os negros em seu medo de ver algum material ofensivo ou prejudicial."

### Escolha do elenco

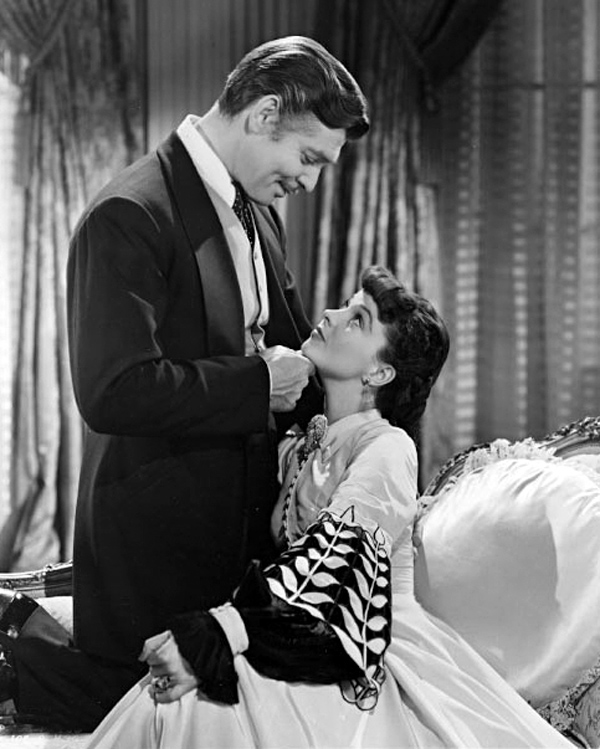
Clark Gable foi selecionado por Selznick para interpretar Rhett Butler desde o início da época em que o elenco estava sendo escolhido, ao passo que Vivien Leigh foi escolhida para o papel de Scarlett O'Hara após uma série de testes, os quais entrevistaram mais de 1.400 mulheres

A escolha dos atores que interpretariam os papéis principais demorou dois anos para ser concluída. Para o papel de Rhett Butler, Selznick queria Clark Gable desde o início; porém o ator estava sob contrato da MGM, no qual dizia que sua participação em filmes de outros estúdios estava proibida. Gary Cooper também foi considerado, mas Samuel Goldwyn — a quem Cooper estava sob contrato — recusou-se em permiti-lo de participar. A Warner ofereceu Bette Davis, Errol Flynn e Olivia de Havilland para os papéis principais, em troca dos direitos de distribuição. Nessa época, em uma pesquisa realizada em âmbito nacional, Gable foi votado como o favorito do público para interpretar o protagonista; Selznick, como já estava determinado em contratá-lo, eventualmente fez um acordo com a MGM. Louis B. Mayer, chefe da companhia e sogro do produtor, permitiu a participação do ator em agosto de 1938 e mais 1 250 000 dólares para metade do orçamento do filme, mas por um alto preço: Selznick deveria pagar o salário semanal do ator, e metade dos lucros iriam à MGM, enquanto a Loew's Inc. — empresa-mãe da companhia — lançaria o filme.
Desde o início, Leslie Howard, assim como Gable, estava relutante em atuar no filme e chegou a dizer que, se o colocassem naquele figurino sulistas colonial, pareceria um porteiro gay do Beverly Wilshires. "Não façam isso comigo. Eu não quero esse filme." A única solução que o produtor encontrou para que ele aceitasse o papel foi prometer-lhe algo que o ator havia almejado durante sua vida inteira: tornar-se um produtor. Howard nunca tinha lido o livro nem algo sobre alguma outra personagem do filme; no entanto, ele sabia precisamente o que teria que dizer em cada cena. Como Howard não era tão jovem quanto seu personagem Ashley Wilkes, uma vez que ele tinha 46 anos na época, foi preciso valer-se da maquiagem, a qual é possível perceber ao redor de seus olhos. Foram necessárias muitas tentativas com maquiagem e tintura para rejuvenescê-lo. Nas primeiras cenas, o personagem careceria de parecer tão jovem quanto Scarlett; na segunda metade do filme, não havia problemas em ele parecer mais amadurecido. No que diz respeito a Olivia de Havilland, atriz já popular naquele momento e que desejava dar uma direção diferente à sua carreira, aceitou o papel de Melanie Wilkes prontamente após sua irmã Joan Fontaine tê-lo apresentado.
O acordo do lançamento do filme por intermédio da MGM levou ao adiamento do início da produção até o final de 1938, quando o contrato de distribuição de Selznick com a United Artists terminou. O produtor usou o atraso para continuar a revisar o roteiro e para construir a publicidade do trabalho através da procura da atriz para o papel de Scarlett. Ele começou uma chamada de elenco nacional que entrevistou 1.400 desconhecidas: o esforço custou cem mil dólares e foi inútil para o filme, mas criou uma divulgação "inestimável". Miriam Hopkins e Tallulah Bankhead chegaram a ser consideradas como possíveis parceiras de Gable, antes de Selznick comprar os direitos do filme; Joan Crawford, que estava contratada pela MGM, também foi considerada. Depois de fechar o acordo com a empresa, o produtor conversou diversas vezes com Norma Shearer — que era a atriz de maior sucesso da MGM na época —, porém ela recusou-se em participar do filme; Katharine Hepburn queria interpretar Scarlett, e contou com a ajuda de George Cukor — que havia sido contratado como diretor de Gone with the Wind — para conseguir o papel, mas foi descartada por Selznick, que sentiu que ela não se encaixaria com a personagem.
Diversas atrizes famosas foram consideradas para o papel de Scarlett, contudo apenas 31 mulheres realizaram os testes, dentre as quais: Ardis Ankerson, Jean Arthur, Tallulah Bankhead, Diana Barrymore, Joan Bennett, Nancy Coleman, Frances Dee, Ellen Drew (sob o pseudônimo Terry Ray), Paulette Goddard, Susan Hayward (sob seu nome real Edythe Marrenner), Vivien Leigh, Anita Louise, Haila Stoddard, Margaret Tallichet, Lana Turner e Linda Watkins. Embora Margaret Mitchell tivesse recusado-se a escolher publicamente a atriz que interpretaria Scarlett, quem chegou a ser aprovada por ela foi Miriam Hopkins, a qual a escritora sentiu que se encaixaria no perfil da personagem. Entretanto, Hopkins estava com cerca de trinta anos de idade e foi rejeitada por ser "muito velha" para o papel. Quatro atrizes, incluindo Jean Arthur e Joan Bennett, ainda estavam sendo definidas para interpretar a personagem em dezembro de 1938; contudo, apenas duas finalistas — Paulette Goddard e Vivien Leigh — foram eleitas em Technicolor, ambas no dia 20. Goddard quase conseguiu o papel, entretanto seu controverso casamento com Charlie Chaplin levou Selznick a mudar de ideia e selecionar Leigh.
Vivien Leigh, uma jovem atriz inglesa que ainda era pouco conhecida nos Estados Unidos, quando soube do papel, interessou-se imediatamente. Pelo fato de que ela morava na Inglaterra, seu empresário, que era o representante da sede da agência de talentos de Myron Selznick em Londres (a qual era comandada pelo irmão de Selznick, um dos donos da Selznick International Pictures), pediu ao produtor que ela fosse selecionada como Scarlett no mesmo mês. No verão boreal de 1938, David e Myron Selznick estavam negociando com Alexander Korda, com quem Leigh estava sob contrato, a participação da atriz no filme. O último propôs que eles se encontrassem pela primeira vez em 10 de dezembro de 1938, momento em que a "queima de Atlanta" seria filmada. Dois dias depois, Selznick, que já havia a assistido nos filmes Fire Over England e A Yank at Oxford, admitiu, em uma carta escrita para a mulher de Korda, que Leigh era "a Scarlett [como um] cavalo negro".
O anúncio da imprensa sobre a escalação da atriz foi feito em 13 de janeiro, o que fez com que Selznick ficasse muito apreensivo, dado que a divulgação enfatizava que o nascimento dela fora na Índia e que seus pai e mãe eram francês e irlandesa, respectivamente (informações passadas ao jornalista Ed Sullivan por intermédio do produtor), fatos, em sua maioria, que foram usados como publicidade. Além disso, a Inglaterra foi mencionada o mínimo possível, e Olivier, de modo nenhum. A britânica foi descrita como a esposa de um advogado de Londres. Por sua vez, em sua coluna no Los Angeles Times, publicada no dia 16, Hedda Hopper lamentou que, depois de dois anos e "com milhões de mulheres americanas, David não conseguiu encontrar uma que fosse adequada ao projeto".

### Filmagens
As filmagens de Gone with the Wind ocorreram entre 26 de janeiro e 1.º de julho de 1939, à medida que sua pós-produção continuou até 11 de novembro daquele ano. Nas duas primeiras semanas do primeiro mês, Leigh trabalhou muito em seu sotaque. Susan Myrick e Wilbur Kurtz, as duas principais autoridades do Sul no filme, ficaram impressionados. "Ela é uma querida", disse aquela, ao passo que este observou: "Vivien é uma coisinha obscena e calorosa como um fogareiro e adorável de se olhar."
Em 11 de fevereiro, o contrato de opção do diretor George Cukor — com quem Selznick tinha uma longa relação de trabalho e o qual havia passado quase dois anos na pré-produção do filme —  teve de ser renovado, mas houve desavenças entre eles. Dois dias depois, as gravações foram interrompidas e o motivo pelo qual isso se sucedeu foi que o diretor haviam descordado acerca dos locais das filmagens e do roteiro. Contudo, outras explicações causaram seu afastamento, incluindo o desconforto de Gable ao trabalhar com ele. Emanuel Levy, biógrafo do diretor, escreveu que o ator havia trabalhado no circuito gay de Hollywood como um gigolô e que o cineasta sabia de seu passado; então, aquele usou sua influência para que este fosse afastado. Sobre a discrepância do roteiro, Myrick afirmou que Cukor dissera a Selznick que não iria mais trabalhar se o argumento não fosse melhor. Por sua vez, este disse àquele que ele era um diretor, não um autor, e que este (Selznick) era o produtor e juiz do que é um bom roteiro. Cukor descreveu-se como um diretor "e muito bom", que não deixaria seu nome sair num filme ruim, e completou que, se eles não usassem o roteiro que Sidney Howard escrevera, desligar-se-ia do projeto. Selznick disse: "Tudo bem, saia!".
Leigh e de Havilland souberam da substituição do cineasta no dia em que a cena do bazar Atlanta foi filmada, dirigiram-se ao escritório de Selznick, vestindo as roupas utilizadas nas filmagens daquela cena, e imploraram-lhe que mudasse de ideia — o que não aconteceu. Posteriormente, Leigh desse que, com a partida de Cukor, ela perdeu toda a esperança de curtir a película; por consequência, queixou-se de ter concordado em interpretar Scarlett e queria voltar a Nova Iorque, embora ele continuasse a treinar privadamente as atrizes supracitadas. Desse modo, Selznick tentou atrair o cineasta King Vidor ao projeto; todavia, este acabou ficando por conta de Victor Fleming, da MGM, o qual estava dirigindo The Wizard of Oz e havia se destacado na vigorosa projeção de valores masculinos antiquados. Após ele ter assistido às filmagens que haviam sido gravadas até então, falou ao produtor: "David, você não tem um roteiro de merda". O filme retomou a produção em 2 de março. Quando as filmagens começaram, o orçamento tinha sido contabilizado em 2,84 milhões de dólares. Sam Wood, também do estúdio, serviu como o diretor por duas semanas em maio de 1939, momento que Fleming tinha se afastado das gravações temporariamente devido à exaustão e brigas com Leigh, a qual, juntamente com Havilland, não havia gostado dele. Embora algumas das cenas dirigidas por Cukor tenham sido posteriormente refeitas, Selznick estimou que "três bobinas sólidas" de seu trabalho haviam permanecido no projeto. Ao final das filmagens, Cukor havia dirigido o filme por 18 dias; Fleming, por 93; e Wood, por 24; e o valor gasto estava perto dos 4,25 milhões de dólares.
Apesar de a trama se passar em Atlanta, Geórgia, nem uma única cena do filme foi filmada lá; ao invés, a maior parte das gravações ocorreu na "volta 40" do Selznick International Studios, construído por Thomas H. Ince. Localizado em 9336 Washington Boulevard, sua entrada serviu para representar a "grande casa nova em Atlanta", na qual Scarlett e Rhett se mudam depois do casamento. Outros locais usados para as filmagens situam-se em condado de Los Angeles e na vizinhança condado de Ventura, além dos Jardins Busch de Pasadena, onde ocorre a cena do churrasco em 'Twelve Oaks'. Para a tomada em que Scarlett vê uma multidão de feridos estendidos no chão, usou-se um guindaste para seu registro. O momento em que a personagem promete nunca mais passar fome foi gravado num nascer do sol em Lasky Mesa, Calabasas, a noroeste de Los Angeles, no Vale Simi, local em que muitos filmes foram gravados, como The Charge of the Light Brigade (1936) e Adventures of Don Juan (1948). A área, entre Agoura e Woodland Hills, é, atualmente, conhecida como o Ahmanson Ranch e está programada para ser redesenhada. A última galopada de Gerald O'Hara também foi registrada em Calabasas. O ataque em Shantytown foi gravado em Big Bear Lake, em San Bernardino, a leste de Los Angeles. A caminhada de Gerald com Scarlett foi filmada no rancho Ruess, no Lago Malibou, perto do Parque Estadual Malibu Creek, entre Malibu e Thousand Oaks.
Depois de muitos preparativos, as gravações do incêndio de Atlanta começaram em 10 de dezembro de 1938. Pelo fato de que naquele período existiam apenas sete câmeras technicolor em Hollywood, todas foram utilizadas nas tomadas. A impressão causada era que todo o fundo dos estúdios estava em chamas e isso fez com que a luz do incêndio refletisse nas nuvens baixas e, por conseguinte, a população de Los Angeles se assustasse, com todos ligando para saber onde era o incêndio. Outros tantos ligaram para os bombeiros pensando que a MGM estava em chamas. Durante o registro da cena, os atores principais foram substituídos por dublês, portanto, Gable foi trocado por um adestrador de cavalos e Leigh, por uma jovem, que, no calor demasiado, contorcia-se tampando seu rosto, para que ninguém notasse a diferença de pessoas. Posteriormente, ambos foram adicionados à frente do incêndio pelo pessoal dos efeitos especiais.

### Fotografia
O diretor de fotografia Lee Garmes começou a produção do filme, mas em 11 de março de 1939 — após um mês de filmagens que foram descritas por Selznick e seus associados como "muito obscuras" — foi substituído por Ernest Haller, que trabalhou com Ray Rennahan, que utilizava o Technicolor. Garmes completou o primeiro terço do filme — principalmente tudo antes de Melanie ter o bebê —, mas não recebeu créditos. Gone with the Wind totalizou um orçamento de US$ 3,85 milhões, tornando-se o filme mais caro até então, ficando apenas atrás de Ben-Hur (1925).

### Arte e desenho de produção
O desenhista de produção do filme foi William Cameron Menzies. A escolha de Selznick por ele deu-se em razão de seu trabalho realizado em The Adventures of Tom Sawyer (1938). A convicção que o produtor tinha nele foi muita que ele enviou um memorando para todos da Selznick International Pictures que estavam envolvidos na produção lembrando-lhes que "Menzies é a palavra final" sobre tudo o que concerne ao sistema technicolor, design cênico, decoração de set e a aparência geral da produção. Primeiramente, o produtor hesitou muito antes de filmar a cores, devido ao alto custo que era realizar uma obra dessa magnitude — apesar de que seu estúdio, embora fosse considerado pequeno, já havia produzido mais filmes a cores do que a maioria dos grandes estúdios, tornando Gone with the Wind o 13.º filme feito com o sistema. Calcula-se que ter filmado em technicolor tenha adicionado mais de quinhentos mil dólares ao orçamento final. Além do gasto, o sistema adicionou possibilidades de edição do espaço através da manipulação das cores e da criação de efeitos especiais utilizando a matte painting em painéis de vidro. Segmentos de Tara (o telhado e arredores) também foram feitos assim. As imagens de céus cheios de nuvens e de penumbras dramáticas foram filmadas na Califórnia; depois, enquadradas no cenário. A cena em que Scarlett e seu pai observam Tara sob o céu de fim de tarde contém três pinturas matte distintas — a casa, o céu e a árvore — combinadas com a filmagem em silhueta dos dois personagens.
Já para a direção de arte, quem ficou responsável foi Lyle R. Wheeler. Selznick queria manter a obra o mais fiel possível ao livro e ao período no qual a história se passa, para isso, buscou adequar os cenários, sendo a plantação de algodão, feita em fileiras curvas à maneira da época, um exemplo disso. Outros detalhes do cenário foram tirados do livro, assim como os diálogos; inclusive, a terra vermelha característica da região foi reproduzida, após inúmeras tentativas malsucedidas, triturando-se um tipo de cerâmica vermelha. Além do mais, a produção contratou dois consultores para garantir os costumes sulistas e a precisão histórica. Todavia, apesar de as casas da região onde se passa a história fossem confortáveis, não eram luxuosas, não possuindo, desse modo, a suntuosidade e riqueza exigidas pelo cinema. No concepção do produtor, nessa situação, "a imaginação dos espectadores deveria ser satisfeita com uma visão romântica, embora completamente irreal": "As propriedades dos personagens, Tara e Twelve Oaks, deveriam ser esplendorosas para que pudessem ser lamentadas após sua destruição."

### Efeitos especiais
Gone with the Wind é bem conhecido por seu uso inovador de efeitos especiais, como matte painting e projeção traseira, todos concebidos décadas antes da era digital. A "grande casa nova em Atlanta" foi fortemente disfarçada com matte painting, embora os gramados formais e o caminho com sua cobertura central permanecem praticamente inalterados. A fachada de Tara foi construída em tamanho real. As altas árvores ao seu lado eram, na verdade, postes aos quais pedaços de madeira foram fixados para dar forma ao tronco, que, no que lhe diz respeito, recebeu tratamento com intuito de parecer real. Galhos de árvores reais foram juntados ao falso tronco, e folhas, incluídas. A despeito de árvores reais terem sido utilizadas, algumas receberam flores de tecido. A fachada de Twelve Oaks não foi construída, contrariamente: foi pintada em vidro, para uma sequência matte feita por Jack Cosgrove, chefe do departamento de efeitos especiais.
Para a queima de Atlanta, foram construídas fachadas falsas na frente da "volta 40", e Selznick operou os controles dos explosivos que as queimava. O que ficou em chamas foi o lote dos fundos do estúdio, que tinha quarenta acres e estava entulhado de cenários de filmes antigos: King Kong (1933), The King of Kings (1927) e The Garden of Allah (1936); isso se sucedeu porque o sítio precisava ser limpo para dar espaço à construção da paisagem do filme. À vista disso, Menzies e o gerente de produção, Ray Klone, resolveram colocar fogo no velho para dar lugar ao novo, e, assim, gravar a sequência do incêndio de Atlanta. Lee Zavitz, dos efeitos especiais (embora não creditado), desenvolveu um sistema elaborado de canos com intuito de bombear óleo e água por todo o cenário, para que as flamas fossem ser administradas, aumentando ou diminuindo conforme a exigência. O responsável pelo desenho e direção desta sequência foi Menzies. Sobre a gravação, Selznick declarou: "Fiquei muito animado com a sequência do incêndio. Foi uma das maiores emoções que tive atrás das câmeras. Primeiro, por causa da própria cena e, depois, por causa da assustadora, mas importante, visão de Gone with the Wind em andamento."
Fleming dirigiu a maior sequência do filme: a exposição da derrota do Sul. Ele e Menzies treinaram para a tomada cerca um ano de precedência, tendo este criado um extenso e extravagante panorama das vítimas Confederadas. Apesar de que não existia um guindaste que fosse capaz de levantar os operadores de câmeras até a altura necessária, a equipe de produção encontrou uma grua de 43 metros, que podia levantá-los até os 25 metros para realizarem a tomada. De modo que fosse possível aguentar o grande peso, foram colocados em torno de meia quadra de concreto. Na ação, a câmera acompanha Scarlett em um traveling aéreo, obtido à custa do guindaste, que rolava por cima da rampa de cimento armado. Também foram utilizados centenas de figurantes mesclados com vários bonecos de cera para a tomada. O restante são efeitos especiais e transparências criados por Cosgrove, Zavits e equipe. A elaboração da passagem foi difícil, uma vez que queriam que todos os corpos e feridos fossem gravados numa cena "o mais grandiosa possível".
Ao longo do filme, diversos efeitos foram utilizados, como no momento em que Scarlett ver sua mãe morta; ali, fez-se uso de pretos profundos e uma luz azulada no rosto da morta. As regulagens das cores e da luz, empregadas marcadamente, auxiliaram a dar um ângulo forte na composição do movimento, sendo o quase amanhecer um exemplo disso, em que ajudou a dramatizar o efeito de desolação e destruição. Além dos portões e das ruínas, inúmeros acres de grama foram pintados de preto. Com intuito de promover uma atmosfera depressiva, intensa e infeliz, usou-se o céu vermelho e fundos escuros, com isso, exigiu estudos sobre as cores das várias horas do dia.

### Edição e pós-produção
Quando as filmagens chegaram ao fim, a produção começou a refazer algumas cenas, as quais, conforme eram refilmadas, também eram editadas. Desse modo, a edição foi um processo difícil e excruciante, já que não era apenas saber onde estavam as tomadas, mas, sim, ter a sequência no papel: o que não existia, pois nunca houve um roteiro final, o qual "se encontrava" na cabeça de Selznick, que teve grande responsabilidade nos cortes finais; embora foi o departamento de Cosgrove que se comprometeu a fazer as inúmeras montagens. Ele sugeriu ao produtor que seu departamento fizesse toda a edição no seu estúdio, usando truques de efeitos de fotografia como cenas "matte".
Embora existam rumores de que o Hays Office teria multado Selznick com cinco mil dólares por usar a palavra "damn" na frase de partida de Rhett Butler, o conselho da Motion Picture Association of America (MPAA) aprovou uma emenda ao Código de Produção em 1.º de novembro de 1939, que proibiu o uso das palavras "hell" ou "damn", exceto quando o uso dessas "deva ser essencial e necessário para a representação, no contexto histórico, de qualquer cena ou diálogo baseado nos fatos históricos ou no folclore (…) ou de uma citação de um trabalho literário, desde que tal utilização que será permitida seja intrinsecamente censurável ou ofenda o bom gosto". Com essa alteração, a Administração do Código de Produção não teve maiores objeções sobre a linha de saída de Rhett Butler.
O filme é dividido em três partes bem distintas dentro de uma sequência temporal contínua, que começa um pouco antes, e termina algum tempo depois da Guerra Civil norte-americana. A demarcação das três partes – antes da guerra, durante a guerra e após a guerra – é feita com o uso dos espaços, figurino e, principalmente, da cor.

### Música
Para compor a trilha sonora, Selznick selecionou Max Steiner, com quem havia trabalhado na RKO Pitctures em meados dos anos 1930. A Warner Bros. — que havia contratado Steiner em 1936 — concordou em deixar o compositor trabalhar com Selznick. Steiner passou 12 semanas trabalhando nas canções, o maior período que ele já passou trabalhando em uma, e 2 horas e 36 minutos também foi a maior duração que ele já passou compondo as passagens instrumentais e as composições. Cinco orquestradores foram contratados, nomeadamente Hugo Friedhofer, Maurice de Packh, Bernard Kaun, Adolph Deutsch e Reginald Bassett. A trilha sonora é caracterizada por dois temas de amor, um para o amor de Ashley e Melanie e outro que evoca a paixão de Scarlett por Ashley, embora não exista um tema do amor de Scarlett e Butler. Steiner trabalhou consideravelmente em obras folk e patriotas, que incluíam músicas de Stephen Foster como "Louisiana Belle", "Dolly Day", Ringo De Banjo", "Beautiful Dreamer", "Old Folks at Home" e "Hatie Belle", que formaram a base do tema de Scarlett; outras canções que são predominantemente apresentadas ao longo do filme são "Marching trough Georgia", de Henry Clay Work", "Dixie", "Garryowen" e "The Bonnie Blue Flag". O tema é que é mais associado com Gone with the Wind atualmente é a melodia que acompanha Tara, a plantação dos O'Hara; em meados dos anos 1940, "Tara's Theme" formou a base musical da canção "My Own True Love", de Mack David. No total, existem 99 pedaços separados de música apresentados na trilha sonora. Devido à pressão de completar o conjunto de canções a tempo, Steiner recebeu assistência de Friedhofer, Deutsch e Heinz Roemheld nas composições; além disso, dois números — compostos por Franz Waxman e William Axt — foram retirados de arquivos da livraria da MGM.

## Temas e análises

### Representação feminina
Dentre os temas principais que o filme aborda é a força da personagem principal: Scarlett, uma mulher sólida que supera todas as possibilidades de cuidar de sua família e de si mesma. Ela se casa com um homem que não ama, a fim de conseguir o dinheiro para salvar Tara, sua plantação, ignora a opinião pública ao comprar e dirigir duas serrarias para manter a segurança financeira de sua família; inclusive, trabalha nos campos de Tara com o intuito de assegurar uma boa colheita de algodão para que sua irmã e os criados da casa não passem penúria. A força, tanto física como psicológica, também se faz necessária no momento em que a personagem mata um ianque que aparece para saquear a fazenda. Contudo, Scarlett não é a única personagem feminina forte na narrativa: Ellen O'Hara, sua mãe, que é a imagem da gentileza sulista. Esta, em momento algum, precisa elevar sua voz para dar um comando a um servo ou repreender uma criança, sendo "obedecida instantaneamente". Metaforicamente, Ellen morre junto com a plantação depois que os Yankees depredam a Geórgia. Outra mulher que representa uma espécie de força gentil e tranquila é Melanie Wilkes, a cunhada de Scarlett, que possui grande benevolência e é um modelo de maternalismo.
Brian Ted Jones, em sua resenha para a revista The Millions, observou que Gone with the Wind inspira uma devoção louca [no público] porque funciona como um épico romântico e um conto de empoderamento feminino e notou que Scarlett é mil por cento devotada aos direitos das mulheres — exceto em qualquer sentido plural ou político: "Scarlett quer liberdade para si mesma; ela só está verdadeiramente interessada em liberdade econômica; e poderia francamente dar a mínima para os direitos de outras mulheres, ou liberdade política, voto etc. Ela entende — com uma visão clara que seria cínica se não fosse tão simples — que ter dinheiro significa que tu realmente não precisas votar." Ele citou o final do romance como exemplo disso, em que ela e Rhett entretêm o scalawag Governador Republicano da Geórgia em sua nova "McMansion" com intuito usá-lo para seus próprios propósitos. O escritor registrou que, nesse sentido, a personagem é tanto uma heroína protofeminista quanto um paradigma de auto-promoção quase de Ayn Rand. "Scarlett não apenas atiça a imaginação dos liberais e libertários, mas seu progresso sagaz, de casamento a casamento, ocorre inteiramente dentro dos limites da chamada feminilidade 'tradicional' — algo em que eu apostaria mais do que [qualquer] idealização de 'alguns tipos de Schlaflys'."
Hollywood estava passando por grandes mudanças. Mulheres fortes e decididas estavam crescendo e se destacando mais no cinema, definindo e conquistando seu espaço. Em 1938, Bette Davis em Jezebel representou uma mulher de grande personalidade, em um filme que também se passa durante a Guerra Civil Americana; um papel que pode ser visto como um molde de Scarlett O’Hara.

E Fleming não se faz de rogado ao, no dia seguinte, mostrar Scarlett feliz da vida (um dos poucos momentos em que ela está genuinamente alegre, sem qualquer tipo de maquinação. Vejo aqui que as reclamações da brigada do politicamente correto não passam de exageros. A mensagem é clara: Scarlett e Rhett se amam e o sexo foi consensual. Entender o contrário é interpretar literalmente um diálogo e a interpretação literal é normalmente a pior e mais preguiçosa.
Para o professor Heitor Capuzzo, da Universidade Federal de Minas Gerais, a luz tem serventia na composição cromática: “os realizadores compreenderam muito bem o recurso da cor. Por isso mesmo, a luz obedece a uma estratégia. Quando, em meio à fumaça, a carroça chega a Tara, após a guerra, uma lua ilumina o rosto de Scarlett que reconhece a fazenda. Ao bradar o nome de Tara, a lua passa a iluminar a casa ao longe, envolta em trevas. Quando Scarlett entra em casa encontra o corpo de sua mãe morta. A luz possibilita enormes sombras ao fundo, numa iluminação expressionista. Os filtros permitem que até o céu seja cinza. Somente quando Scarlett jura, desesperada, ao pé da árvore que jamais passará fome, é que o céu adquire alguns tons quentes. Tão logo Tara começa a ser reconstruída, as cores vivas do céu irão, aos poucos, ressurgir, como no início do filme.”.

## Lançamento

### Prévia, estreia e distribuição inicial
Em 9 de setembro de 1939, Selznick, juntamente com sua esposa Irene, o investidor John "Jock" Whitney e o editor cinematográfico Hal Kern dirigiram-se para Riverside, Califórnia, para conceder uma prévia de Gone with the Wind no Fox Theatre. O filme ainda não estava pronto nessa fase, pois faltavam títulos completados e efeitos especiais óticos. Originalmente, o trabalho possuía uma duração de quatro horas e vinte e cinco minutos, porém viria a sofrer diversos cortes para durar pouco menos de quatro horas, a fim de um lançamento apropriado. Uma dobradinha de Hawaiian Nights e Beau Gaste estava sendo apresentada, e após o primeiro longa ser exibido, foi anunciado que o cinema iria exibir uma prévia; o público foi informado de que poderia deixar o local, mas que não seria reembolsado uma vez que o filme havia começado, e que ligações telefônicas estavam proibidas, pois o cinema havia sido vedado. Quando o título apareceu na tela, o público aplaudiu, e a prévia terminou com uma ovação em pé. Em sua biografia de Selznick, David Thomson escreveu que a resposta do público antes de o filme começar "foi o melhor momento da vida [de Selznick], a maior vitória e a redenção de todas as suas falhas", com o produtor definindo as prévias como "provavelmente as mais incríveis que qualquer filme já teve". Em setembro daquele ano, ao ser questionado pela imprensa como se sentia em relação ao filme, ele comentou: "Ao meio dia eu acho que é divino, à meia-noite eu acho que é ruim. Às vezes, eu acho que é o melhor filme já feito. Mas se for apenas um filme bom, eu ainda estarei satisfeito".

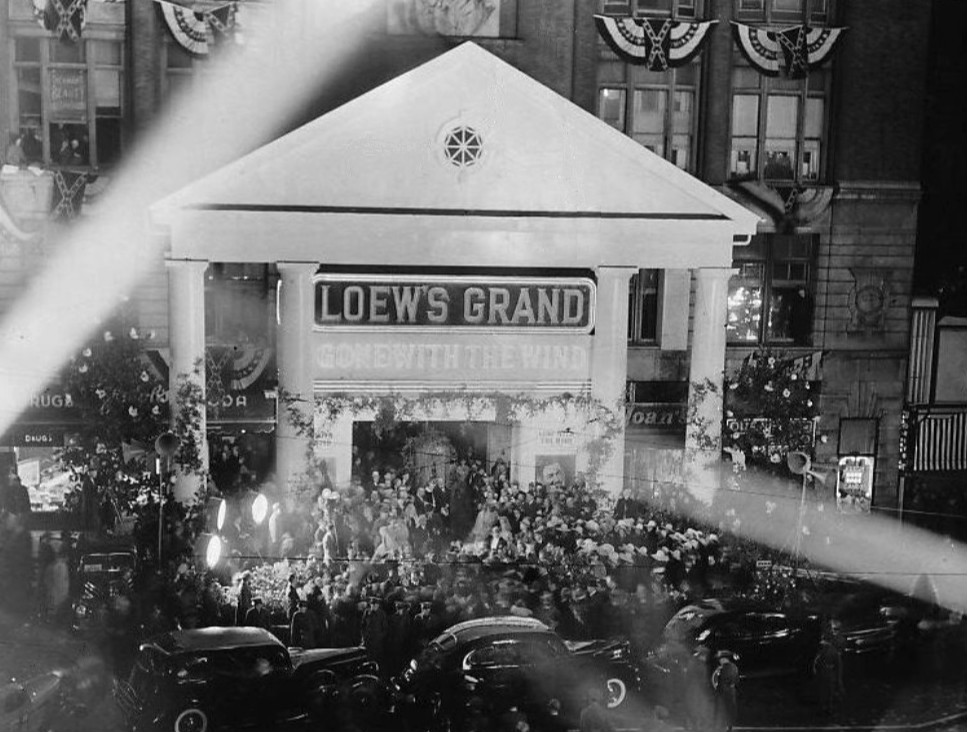
Imagem da estreia de Gone with the Wind no Loew's Grand Theatre, em Atlanta. O evento contou com a presença de diversos atores do filme, além de recepções, milhares de bandeiras dos Estados Confederados e um baile à fantasia

Um milhão de pessoas foram para a estreia do filme no Loew's Grand Theatre, em Atlanta, que ocorreu em 15 de dezembro de 1939. Foi o clímax de três dias de festividades apresentadas por Mayor William B. Hartsfield, que incluíram uma parada de limusines apresentando atores do filme, recepções, milhares de bandeiras dos Estados Confederados e um baile à fantasia. Eurith D. Rivers, então governador da Geórgia, declarou que 15 de dezembro seria um feriado no estado. Cerca de 300 mil residentes e visitantes de Atlanta andaram mais de sete milhas para ver uma processão de limusines trazendo atores do filme, as quais foram vindas do aeroporto. Apenas Leslie Howard e Victor Fleming não quiseram participar do evento: Howard retornou para a Inglaterra devido ao início da Segunda Guerra Mundial, e Fleming se desentendeu com Selznick e recusou-se em participar de qualquer uma das estreias. Hattie McDaniel também não esteve presente, já que ela e os outros atores negros do filme foram proibidos de participar da estreia devido às leis implementadas por Jim Crow no estado da Geórgia, que proibiram que eles se sentassem com os membros brancos do elenco. Ao descobrir que McDaniel foi barrada da estreia, Clark Gable ameaçou boicotar o evento, mas McDaniel o convenceu em comparecer. O mais tarde presidente dos Estados Unidos Jimmy Carter descreveu a estreia como "o maior evento que já aconteceu no sul em minha vida". Estreias em Nova Iorque e Los Angeles ocorreram posteriormente, com a última tendo participação de algumas das atrizes consideradas para o papel de Scarlett, entre elas Paulette Goddard, Norma Shearer e Joan Crawford.
Entre dezembro de 1939 e julho de 1940, Gone with the Wind foi exibido apenas com antecedência — ingressos foram vendidos a preços acima de um dólar em um número limitado de cinemas —, mais do que o dobro do preço normal de um longa exibido pela primeira vez, com a MGM coletando 70% das receitas de bilheteria — ao contrário dos típicos 30-35% do período, um feito sem precedentes. Depois de alcançar saturação como uma exibição itinerante, a MGM revisou seus termos a um corte de 50% e reduziu-os pela metade, antes de distribuir o trabalho globalmente em 1941 a preços "populares". Juntamente com seus preços de distribuição e publicidade, as despesas totais no filme ultrapassaram a marca de US$ 7 milhões.

### Lançamentos posteriores

#### Relançamentos nos cinemas

Pôster do relançamento de 1967 do filme

Em 1942, Selznick liquidou sua empresa por razões fiscais, e vendeu sua parte em Gone with the Wind para seu parceiro de negócios John Whitney no valor de US$ 500 mil. Whitney, por sua vez, vendeu-a para a MGM por US$ 2.8 milhões, para que o estúdio ficasse definitivamente com os direitos do filme. A MGM relançou o trabalho pela primeira vez em 1947, e novamente em 1954; esta última reedição marcou a primeira vez em que o projeto foi exibido em widescreen, comprometendo a academy ratio original e cortando as partes superiores e inferiores para uma proporção de tela de 1.75:1. Com isso, diversas tomadas foram oticamente remodeladas e cortadas em negativos de câmera de três faixas, alterando para sempre cinco sequências da obra.
Em 8 de março de 1961, o produtor foi a Atlanta para um relançamento feito com o intuito de comemorar o centenário do início da Guerra de Secessão — agora já com o número de sobreviventes reduzido. A princípio, ele dissera que não queria ir: havia sofrido um ataque cardíaco semanas antes (apesar de ter se recusado a admitir) e achava que o filme era um epitáfio de espera. Danny, seu filho de 25 anos, acompanhou-o ao lado de Leigh e de Havilland; Gable morrera em 16 de novembro do ano anterior, após um ataque cardíaco, logo depois de ter terminado seu trabalho em The Misfits.
Para seu relançamento de 1967, a produção foi aumentada para 70 mm, e lançada com um novo pôster apresentando Gable — com sua camisa branca rasgada — abraçando Leigh, contra um fundo de chamas alaranjadas. Houve outros relançamentos, feitos em 1971, 1974 e 1989; para a reedição comemorativa dos 50 anos de lançamento do filme em 1989, uma completa restauração de áudio e vídeo foi feita. Gone with the Wind foi lançado nos cinemas estadunidenses novamente em 1998. Em 2013, uma restauração digital em resolução 4K foi lançada no Reino Unido para coincidir o centenário de Leigh. Em 2014, exibições especiais foram agendadas em um período de mais de dois dias em cinemas dos Estados Unidos, para comemorar o 75º ano de lançamento do filme. No total, o projeto foi relançado nove vezes.

#### Exibições televisivas e distribuição física
A estreia televisiva do filme ocorreu no canal a cabo HBO em 11 de junho de 1976, a qual foi transmitida mundialmente; no resto daquele mês, a rede reprisou o projeto outras 13 vezes. Em novembro do mesmo ano, Gone with the Wind foi exibido pela primeira vez em uma estação televisiva pública; a NBC pagou US$ 5 milhões para uma exibição única, e transmitiu o filme em duas partes durante duas noites seguidas. Na época, a exibição tornou-se o programa televisivo com maior audiência de um único canal, tendo sido assistida por um total de 47.5% das casas estadunidenses, e por 65% dos espectadores; com isso, Gone with the Wind tornou-se o filme com maior audiência televisiva conquistada nos Estados Unidos, um recorde que ainda se mantém. Dois anos depois, a CBS assinou um contrato no valor de US$ 35 milhões para exibir o filme durante muitos anos, num total de 20 reprises. A Turner Entertainment adquiriu a filmoteca da MGM em 1986, mas o acordo não incluía os direitos televisivos do trabalho, que ainda pertenciam à CBS. Foi fechado um contrato no qual os direitos foram retornados para a Turner Entertainment, e os direitos da CBS de transmitir The Wizard of Oz foram estendidos. O filme foi posteriormente usado para lançar dois canais a cabo da Turner Broadcasting System: Turner Network Television (1988) e Turner Classic Movies (1994). A produção foi disponibilizada fisicamente pela primeira vez no formato de VHS em março de 1985 — cuja edição chegou a atingir a vice-liderança da Top Videocassettes, tabela da Billboard — e, desde então, foi comercializada nos formatos de DVD e blu-ray.
A primeira transmissão do filme na Televisão Brasileira só veio acontecer depois de 43 anos do seu lançamento nos cinemas, na Rede Globo, em 1983.

## Recepção

### Bilheteria
Após sua liberação, Gone with the Wind quebrou recordes em números de públicos. Apenas no Teatro Capitol, em Nova Iorque, ele teve uma média de venda de onze mil ingressos por dia no final de dezembro. Dentro de quatro anos, já tinha vendido mais de sessenta milhões de bilhetes em todo os Estados Unidos, o equivalente a pouco menos de metade da população na época. Seu sucesso também repetiu-se no exterior, como, por exemplo, no Reino Unido, durante a Blitz em Londres, onde estreou em abril de 1940 e permaneceu no circuito por quatro anos. No momento em que a MGM retirou-o de circulação no final de 1943, sua distribuição mundial obteve receitas brutas (a participação do estúdio na bilheteria bruta) de 32 milhões de dólares, tornando-se o filme mais lucrativo já feito até aquele momento.
Mesmo que tivesse ganhado quase o dobro do que o filme que permanecia no recorde, The Birth of a Nation, havia adquirido, os desempenhos em termos de bilheteria dele e de Gone with the Wind estavam próximos. A maior parte dos ganhos deste veio de suas apresentações itinerantes e de seus primeiros contratos, que representaram setenta e cinquenta por cento de sua arrecadação, respectivamente, antes de seu amplo lançamento (que na época normalmente 30-35 por cento do total angariado era passado ao distribuidor). No caso do primeiro filme, sua distribuidora, Epoch, nas maiores cidades, negociava com proprietários de cinemas uma porcentagem das bilheterias; em outros lugares, vendia todos os direitos para um único distribuidor (contrato conhecido como "distribuição de direitos do estado"), o qual lhe repassava cerca de dez por cento do lucro total, uma vez que os donos daqueles estabelecimentos frequentemente subnotificavam o valor absoluto do recolhimento. Carl E. Milliken, secretário da Associação de Produtores e Distribuidores de Cinema, estimou que, até 1930, The Birth of a Nation havia sido visto por cinquenta milhões de pessoas. O historiador Richard Schickel concluiu que, como a distribuição de direitos do estado acobertava o saldo total, "certamente The Birth of a Nation gerou mais de sessenta milhões de dólares em bilheteria em sua primeira comercialização".
Quando foi relançado em 1947, Gone with the Wind ganhou cinco milhões de dólares nos Estados Unidos e no Canadá e foi um dos dez maiores lançamentos do ano. Re-lançamentos bem-sucedidos em 1954 e 1961 permitiram-lhe manter a sua posição como o detentor da maior arrecadação do cinema, apesar dos sucessos recentes como Ben-Hur, até ter sido finalmente ultrapassado por The Sound of Music em 1966. A reprise do ano seguinte tornou-o no mais bem-sucedido re-lançamento na história da indústria, visto que gerou uma bilheteria de 68 milhões de dólares, o filme mais lucrativo da MGM depois de Doctor Zhivago (1965), a qual ganhou 41 milhões. Incluindo seu arrecadamento de 6,7 milhões na reedição de 1961, foi a quarta maior bilheteria da década no mercado norte-americano, atrás apenas de The Sound of Music, The Graduate e Doctor Zhivago. O novo relançamento de 1971 permitiu que Gone with the Wind voltasse brevemente à liderança dos recordes de bilheteria, com um cerca de 116 milhões de dólares recolhidos até o final do ano — mais do que triplicando seus lucros desde o lançamento original —, antes de perder o recorde novamente no ano seguinte para The Godfather.
Levando em consideração todos seus lançamentos, estima-se que o Gone with the Wind vendeu mais de duzentos milhões de ingressos nos Estados Unidos e Canadá — mais do que qualquer outro filme. Ele também foi um êxito na Europa Ocidental, comercializando aproximadamente 35 milhões de bilhetes no Reino Unido e mais de dezesseis milhões na França, convertendo-se na maior e na sexta maior bilheteria nesses mercados, respectivamente. No total, a obra arrecadou mais de 390 milhões de dólares ao redor do mundo; em 2007, a Turner Entertainment estimou que sua bilheteria total seria equivalente a 3,3 bilhões, quando ajustado à inflação, ao passo que o Guinness World Records calculou-a em 3,44 bilhões de dólares em 2014, tornando-o o filme de maior sucesso na história do cinema.

### Crítica
Após sua estreia, o filme recebeu excelentes avaliações provenientes de revistas, jornais e da imprensa em geral e foi frequentemente considerado como um dos melhores filmes de 1939 pelos críticos cinematográficos e pela imprensa norte-americana e internacional; no entanto, não obstante seus valores de produção, realizações técnicas e a ambição do projeto terem sido universalmente reconhecidos, alguns críticos da época acharam-no muito longo e dramaticamente pouco convincente. Em sua publicação ao The New York Times, Frank S. Nugent deu-lhe a nota máxima de cinco estrelas e resumiu melhor o sentimento geral ao ter reconhecido que, embora fosse a produção cinematográfica mais ambiciosa até então, provavelmente não foi o filme mais grandioso de todos os tempos, mas, mesmo assim, achou que era uma "interessante história lindamente contada". Franz Hoellering, da The Nation, compartilhou da mesma opinião: "O resultado é um filme que é um grande evento na história da indústria, mas apenas uma pequena conquista na arte cinematográfica. Há momentos em que as duas categorias se juntam com bons frutos; porém, os longos trechos entre elas são preenchidos com uma mera eficiência espetacular".
Ao passo que o filme foi elogiado por sua fidelidade ao romance, este aspecto também foi apontado como o principal fator de sua longa duração. John C. Flinn escreveu para a Variety que "em seu anseio de deixar nada de fora, Selznick deixou muito" e, como entretenimento, a película teria melhorado se tivessem cortado algumas cenas redundantes e diálogos da parte final da história." The Manchester Guardian julgou que a maior desvantagem do filme era que a história não tinha a qualidade épica suficiente para justificar o gasto de tempo e acreditou a inclusão da segunda parte, que se concentra em "casamentos irrelevantes" de Scarlett e "disputas domésticas" em grande parte supérflua, deu-se ao simples fato de que "Margaret Mitchell escrevera dessa forma". The Guardian pressupôs que, "se a história tivesse sido encurtada e arrumada no ponto marcado pelo intervalo, e se o drama pessoal tivesse se tornado subserviente a um tratamento cinematográfico do tema central — o colapso e a devastação do Velho Sul —, então Gone With the Wind poderia ter sido um ótimo filme." Tal-qualmente, Hoellering também considerou a segunda metade do filme mais fraca que a primeira: identificando a Guerra Civil como a força motriz desta enquanto os personagens imperam naquela; ele concluiu que é nesse aspecto que se encontrava a principal falha da obra, comentando que "os personagens sozinhos não são suficientes". Apesar de muitas cenas excelentes, o crítico considerou o drama pouco convincente e que o "desenvolvimento psicológico" havia sido negligenciado.
A maior parte dos elogios foi para o elenco, especialmente para Vivien Leigh, que recebeu aclamação por sua atuação como Scarlett. Nugent descreveu-a como o "pivô do filme" e considerou que ela "estava tão perfeitamente personificada no papel pela arte e natureza que qualquer outra atriz no papel seria inconcebível". Semelhantemente, Hoellering julgou-a "perfeita" em "aspecto e movimentos"; ele considerou que ela atuou melhor quando lhe foi permitido "acentuar a personalidade dividida que ela retrata" e achava que ela era particularmente impressionante em tais momentos de representação, como na manhã seguinte à cena de "estupro marital". Flinn também a reconheceu como fisicamente adaptada ao papel e que ela se destacava nas cenas em que demonstrava coragem e determinação, como a fuga de Atlanta e no momento em que Scarlett mata um desertor ianque. No que concerne ao desempenho de Clark Gable, Flinn sentiu que sua caracterização era "tão próxima da concepção da senhorita Mitchell — quanto da audiência — como se poderia imaginar", uma visão com a qual Nugent concordou, embora Hoellering ajuizou que o ator não conseguiu convencer nas cenas finais, quando Rhett abandona Scarlett. Com relação aos outros membros do elenco principal, tanto Hoellering como Flinn consideraram Leslie Howard "convincente" como Ashley, ao passo que Flinn analisou Olivia de Havilland como "excelente" em seu papel de Melanie; Nugent também destacou o desempenho da atriz, descrevendo-o como uma "digna, elegante e preciosa joia de representação." A interpretação de Hattie McDaniel no papel de Mammy foi elogiada por muitos críticos: Nugent ponderou que ela ofereceu a melhor atuação no filme depois de Vivien Leigh; por outro lado, Flinn colocou-a em terceiro lugar, após as performances de Leigh e Gable, respectivamente.

### Prêmios e indicações

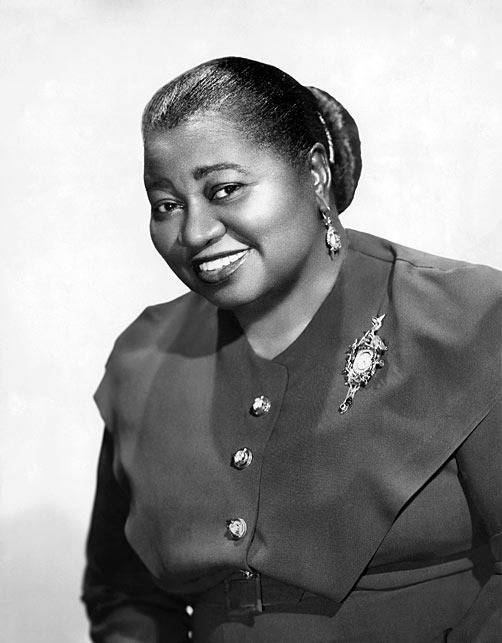
Hattie McDaniel tornou-se a primeira artista negra a ser indicada e a receber um prêmio Oscar, tendo este sido o de melhor atriz coadjuvante

O êxito comercial e crítico de Gone with the Wind também mostraram-se presentes nas premiações da obra. Logo após sua liberação, apresentou-se como um dos favoráveis para receber indicações a prêmios prestigiados do cinema como ao Oscar. Doze dias depois de seu lançamento, recebeu duas nomeações do Círculo de Críticos de Cinema de Nova Iorque nas categorias de Melhor Filme e Melhor Diretor, e ganhou o prêmio de Melhor Atriz (Leigh). A National Board of Review elegeu-o um dos "Dez Melhores Filmes do Ano" e Leigh levou o troféu de Melhor Atuação (também por Waterloo Bridge). A Photoplay concedeu a David O. Selznick a Medalha de Honra, que é considerada o primeiro grande prêmio anual de cinema.
À 12.ª edição do Oscar, Gone with the Wind estabeleceu um recorde em número de nomeações e vitórias, uma vez que foi indicado a treze categorias, das quais venceu um recorde de oito: Melhor Filme, Melhor Diretor, Melhor Atriz (Leigh), Melhor Atriz Coadjuvante (McDaniel), Melhor Roteiro, Melhor Fotografia Colorida, Melhor Direção de Arte e Melhor Edição, e recebeu mais dois prêmios honorários pelo uso de equipamentos e cores — sendo este para Menzies pelo "uso excepcional da cor para realce da atmosfera dramática" —, somando um total de dez prêmios Oscar; o o filme também tornou-se a primeira produção cinematográfica a cores a ganhar o Oscar de Melhor Filme. As outras categorias para as quais foi nomeado foram: Melhor Ator (Gable), Melhor Atriz Coadjuvante (de Havilland), Melhores Efeitos Visuais, Melhor Mixagem de Som e Melhor Trilha Sonora. Seu recorde de oito vitórias em categorias competitivas durou até 1958, quando Gigi ganhou nove, que, por sua vez, foi ultrapassado por Ben-Hur no ano seguinte, que ganhou onze. Gone with the Wind também manteve o recorde de mais indicações até 1950, momento em que All About Eve garantiu catorze; posteriormente, Titanic (1997) e La La Land (2016) também receberam catorze, posicionando Gone with the Wind em segundo lugar entre os filmes com o maior número de indicações ao prêmio. Atualmente, ao lado de West Side Story (1961), a obra é o segundo filme com o maior número de Óscares ganhos, ficando atrás dos empatados Titanic, Ben-Hur e The Lord of the Rings: The Return of the King (2003), que angariaram onze prêmios.
Além disso, foi o mais longo filme sonoro feito até aquele momento a vencer "Melhor Filme", e ainda é considerado se se levar em conta alguns aspectos. Seu tempo de duração é de 221 minutos, enquanto Lawrence of Arabia (1962) tem pouco mais de 222; no entanto, incluindo a abertura, o intervalo, o interlúdio e a música de encerramento, Gone with the Wind dura 234 minutos (apesar de que algumas fontes contam o seu comprimento total em 238 minutos), ao passo o outro filme é um pouco mais curto, somando 232 minutos se levar em consideração seus componentes adicionais.
McDaniel tornou-se a primeira pessoa afro-americana a ganhar um Oscar; todavia, foi racialmente segregada de seus colegas na cerimônia de premiação ocorrida no Coconut Grove, dado que tinha sido definido que ela e sua escolta sentariam em uma mesa separada no fundo do salão. Enquanto isso, o roteirista Sidney Howard tornou-se o primeiro vencedor do Oscar póstumo e David O. Selznick recebeu pessoalmente o Prêmio Memorial Irving G. Thalberg em reconhecimento às suas conquistas cinematográficas.
Em 2005, foi nomeado aos Prêmios DVD Exclusive de "Melhor DVD, Filme Clássico". Nos Prêmios Satellite de 2009, em homenagem aos setenta anos de lançamento, ganhou a condecoração de Melhor Blu-Ray/DVD e foi indicado a Melhor DVD Clássico.

### Reações de afro-americanos
"Lembrai-vos que, quando Gone with the Wind foi produzido, a segregação racial ainda era lei no sul e realidade no norte, que a Ku Klux Klan foi retirada de uma cena por medo de ofender os funcionários eleitos que lhe pertenciam. O filme vem de um mundo com valores e pressupostos fundamentalmente diferentes dos nossos — e, é claro, o mesmo acontece com toda grande ficção clássica, começando com Homero e Shakespeare. Um "GWTW" politicamente correto não valeria a pena, e poderia ser, em grande parte, uma mentira.

— O crítico de cinema Roger Ebert em sua análise ao filme.
Alguns comentaristas afro-americanos criticaram o filme pela forma como as pessoas negras foram representadas e descreveram-no como "uma glorificação da escravidão". Carlton Moss, um dramaturgo negro, reclamou, numa carta aberta, que, enquanto The Birth of a Nation (1915) foi um "ataque frontal à história americana e ao povo negro", Gone with the Wind, por sua vez, foi um "ataque de retaguarda". Ainda criticou as estereotipadas caracterizações negras, como o "porco sem timbre e sem graça", a "indolente e completamente irresponsável Prissy", a "aceitação radiante da escravidão" de Big Sam, ou Mammy com o seu "arenga constante e mimos para todos os desejos de Scarlett". Após a vitória de Hattie McDaniel no Oscar, Walter Francis White, líder da Associação Nacional para o Progresso de Pessoas de Cor, acusou-a de ser um "Tio Tom", o que fez com que a atriz respondesse que "preferia angariar setecentos dólares por semana interpretando uma empregada doméstica do que receber sete dólares sendo uma"; ela ainda questionou a qualificação dele para falar em nome dos negros, já que ele era de pele clara e tinha apenas um oitavo de herança preta. O historiador britânico David Reynolds escreveu que "as mulheres brancas são elegantes, seus homens são nobres ou, pelo menos, galantes; na outra extremidade, os escravos negros são principalmente obedientes e felizes, como [se fossem] incapaz de viver de forma independente". O historiógrafo também comparou o filme com The Birth of a Nation e outras representações do Sul durante a era de segregação, em que brancos sulistas são retratados como defensores dos valores tradicionais e a questão da escravidão tem sido largamente ignorada. Outros estudiosos descreveram a película como uma "regressão", que promove o mito do estuprador preto e o papel honrado e defensivo da Ku Klux Klan durante a Reconstrução, e como uma "propaganda social", a qual oferece uma visão de "supremacia branca" do passado. Em seu livro American History Goes to the Movies: Hollywood and the American Experience, W. Bryan Ruiz Rommel argumentou que, apesar das imprecisões objetivamente claras ao descrever o período da Reconstrução, o filme, no entanto, reflete as interpretações que eram comuns no início do século XX. Peter Bradshaw, do The Guardian, concordou e afirmou: "Retratar os escravos como puramente dóceis e felizes dessa maneira parece grotesco agora — embora não seja mais insidioso do que a produção comum de Hollywood de hoje em dia. [Além disso,] a pura força maestral da narrativa do filme não pode ser negada."
Após a estreia do filme, a opinião pública entre membros da comunidade negra foi dividida, com alguns descrevendo-o como uma "arma de terror contra a América negra" e um insulto ao público negro; consequentemente, manifestações foram realizadas em várias cidades. Apesar disso, outros reconheceram as conquistas de McDaniel como uma representação da progressão e elogiaram a sua calorosa e espirituosa atuação, ao passo que esperavam que o reconhecimento de seu trabalho aumentaria a visibilidade de outros atores negros no cinema. Em um editorial que parabenizava a atriz por ter ganhado o Oscar, a revista acadêmica Opportunity: A Journal of Black Life usou o filme como lembrete do "limite" imposto à aspiração negra por antigos preconceitos. O ativista Malcolm X relembrou que, ao assistir ao filme quando criança, "teve vontade de se enfiar debaixo do tapete do cinema no momento em que Butterfly McQueen apareceu em cena". De 1972 a 1996, a Sociedade Histórica de Atlanta realizou uma série de exposições do filme, dentre as quais havia uma intitulada "Disputed Territories: Gone with the Wind and Southern Myths" (em português: "Territórios Disputados: Gone with the Wind e os Mitos do Sul"), exibida em 1994, a qual, além de outros, questionava "Quão Fiéis à Realidade Eram os Escravos em GWTW?". Esta seção mostrou que as experiências deles foram diversas e concluiu que o "preto e feliz" era um mito, assim como a crença de que todos os escravos vivenciavam a violência e a brutalidade.

### Avaliação em retrospecto
Em março de 1973, a revista literária e cultural The Atlantic publicou uma série de resenhas de famosos críticos de cinema. Nelas, Arthur Schlesinger apontou que os filmes de Hollywood geralmente envelhecem bem; porém, no caso de Gone with the Wind, o tempo não lhe foi muito bom. Enquanto isso, Richard Schickel postulou que um dos critérios para mensurar a qualidade de um filme é perguntar o que o espectador pode se lembrar dele, e a obra falha nesse quesito: "cenas e diálogos inesquecíveis simplesmente não estão presentes". Stanley Kauffmann , da mesma forma, também achou o filme uma experiência, em grande parte, esquecível, alegando que ele só conseguia se lembrar vividamente de duas cenas. Roger Ebert contestou e declarou que "há uma exuberância jovial no estilo visual que é atraente nos dias atuais. Considere uma tomada inicial em que Scarlett e seu pai olham para a terra, e a câmera se afasta, [mostrando] as duas figuras e uma árvore em silhueta preta com a paisagem atrás delas. Ou o modo como as chamas de Atlanta são enquadradas no cenário de fundo da carruagem durante a fuga de Scarlett." e completou: "[a obra possui] alguns dos momentos que ainda têm o poder de nos deixar sem fôlego, incluindo a queima de Atlanta, o partida para Tara e a "rua dos moribundos baleados", instante em que Scarlett entra na rua e a câmera se afasta dela até chegar num plano extremamente aberto que mostra toda a Confederação quebrada e sangrando até se perder de vista." Tanto Schickel quanto Schlesinger descreveram-no como "mal escrito", com diálogos "floridos" e uma sensibilidade "postal". O primeiro também acreditou que ele falha como arte popular, pois não o considerou um filme que gostaria de rever, um sentimento com o qual Kauffmann também concordou, dizendo que, depois de assisti-lo duas vezes, espera "nunca mais vê-lo novamente: duas vezes é o dobro do que você precisa em toda a vida." Schickel e Andrew Sarris expuseram que a falha principal do filme é possuir a sensibilidade de um produtor ao invés da de um artista: tendo passado por tantos diretores e roteiristas, a película não carrega a sensação de ter sido "criada" ou "dirigida", mas, sim, emergida de uma hibridação", em que a principal força criativa era a obsessão de um produtor em torná-la literalmente fiel ao romance quanto possível. Sarris admite que, apesar de sua carência artística, o filme mantém, em todo o mundo, o título de "o entretenimento mais amado já produzido" e argumentou que, no momento em que Prissy diz a sua famosa frase: "Não sei nada sobre partos!", na ignorante e indefesa criatura dificilmente poderia haver uma crítica mais forte à escravidão. Judith Crist assinala que, desconsiderando o kitsch, Gone with the Wind "sem dúvida, continua a ser o melhor e mais duradouro trabalho de entretenimento popular que veio das linhas de produção de Hollywood", a obra de um produtor de espetáculos com "gosto e inteligência".
Em contrapartida, nos anos seguintes, a percepção crítica do filme mudou e a maioria esmagadora dos críticos aclamaram-no. No agregador de resenhas Rotten Tomatoes, a obra recebeu um "Certificado Fresco" e marca uma pontuação de 92 por cento com base em comentários de 89 críticos, registrando uma nota 8,7 de 10. De acordo com o site, o consenso crítico do filme diz: "Filmado e exibido em uma escala não vista nas produções modernas, Gone with the Wind é, e se não for, certamente próximo ao topo da lista, o filme absoluto de Hollywood." No Metacritic, que atribui uma média aritmética ponderada com base em 100 comentários de críticos mainstream, recebeu uma pontuação média de 97 pontos com base em 18 comentários, indicando "aclamação universal".
O saudoso crítico de cinema Roger Ebert, em sua avaliação ao Chicago Sun-Times, aclamou o filme, dando-lhe a classificação máxima de quatro estrelas. "[É] um imponente marco do cinema, simplesmente porque conta uma boa história e a conta maravilhosamente bem. [A película] será, em torno de nos próximos anos, um excelente exemplo da arte de Hollywood e uma cápsula do tempo de um sentimentalismo intemperado para uma civilização levada com o vento […] — levada, mas não esquecida." A mesma nota foi dada por Owen Gleiberman, da Entertainment Weekly, que afirmou: "assistir a Gone With the Wind […] novamente é chorar pelo destemor com que Hollywood acreditava que o sublime era possível. […] Mais do que um lindo monumento, ele, junto com Citizen Kane, é provavelmente o mais excepcional filme sombrio já produzido em sistema de estúdio." Em sua resenha publicada na Empire, Kim Newman recomendou-o a "qualquer um que tenha interesse em filmes romance ou em cinema". Barbara Shulgasser, do San Francisco Examiner, salientou a importância que o filme desempenha na história do cinema, como "sendo um dos grandes destaques de bilheteria nos dias pré-Steven Spielberg e George Lucas", e descreveu como fascinantes as "tensão sexual e brincadeira humorística entre Vivien Leigh e Clark Gable". A classificação máxima também foi dada por Kevin Thomas, do Los Angeles Times; Kate Cameron, do New York Daily News; Michael Wilmington, do Chicago Tribune; e Bob Graham, do San Francisco Chronicle. O primeiro declarou que, "quanto mais velho o filme se torna, e nós com ele, mais somos capazes de enxergar nele. Como poucos filmes americanos, Gone With the Wind é um sucesso histórico épico e um drama íntimo". Além do mais, Thomas observou que, embora a obra tenha o mérito de ser a mais romântica das sagas do cinema, é, no fundo, uma representação realista da luta pela sobrevivência", e finalizou que "Scarlett e Rhett residem em nosso inconsciente coletivo como um dos maiores amantes da tela". Cameron anotou que "a película é real, cheia de vitalidade e de tanta perversidade humana e nobreza de espírito que rasga teu coração em solidariedade com suas passagens ternas e trágicas e faz com que queiras gritar de alegria com seu caloroso humor. […] É preciso sentir-se forte e saudável para aguentar sua duração, mas, para aqueles que podem suportar, Gone With the Wind vale cada minuto." Ela ainda elogiou o elenco: "Vivien Leigh faz uma performance magnífica. Nenhuma outra atriz em Hollywood, ou dos teatros de Nova Iorque, teria chegado perto. A senhorita Leigh perscruta na personalidade de Scarlett com tanta autoridade, sotaque georgiano e tudo, que ela automaticamente se torna uma das estrelas mais brilhantes de Hollywood. Ela é a garota que a srta. Mitchell descreveu tão realisticamente que todos os que leram o livro sentem que a conhecem. A atriz, no entanto, não tem o único bom desempenho. Olivia de Havilland chega perto de empatar com ela na perfeição de sua caracterização. Aqui está um desempenho silenciado que nunca perde a nota verdadeira. Clark Gable é, como todos imaginavam que ele seria, apenas como Rhett Butler. Leslie Howard é bom no papel de Ashley Wilkes e Hattie McDaniel como Mammy, Barbara O'Neil no papel da mãe gentil de Scarlett, Thomas Mitchell como Gerald O'Hara e todo o restante dão performances memoráveis.
O brasileiro Kley Coelho, em sua resenha ao site Cinem(ação), deu-lhe a classificação máxima de cinco estrelas e publicou: "E o Vento Levou – sempre lembrado nas listas dos melhores filmes de todos os tempos – é uma obra-prima irretocável, uma superprodução magnífica que se mantém como o filme mais querido e assistido de todos os tempos. Com seu magnífico Technicolor e trilha sonora memorável de Max Steiner, o épico sintetiza o que de melhor foi feito na Era de Ouro de Hollywood. E tudo é ainda mais impressionante em se tratando de uma obra que teve diversos problemas durante sua produção… Clássico dos clássicos, E o Vento Levou é o maior representante do cinema magistral feito na primeira metade do século XX. Um super espetáculo insuperável que o vento não levou. […] Anos depois de seu lançamento, continua firme como exemplo máximo de superprodução da Era de Ouro de Hollywood." Para o Plano Crítico, Ritter Fan, avaliou a obra com quatro estrelas e meia em cinco e escreveu: "…E o Vento Levou é inegavelmente um clássico hollywoodiano como poucos, daqueles que deslumbram pelos detalhes cenográficos, pelo figurino, atuações, fotografia e trilha sonora. Um filme que, esse sim, é fruto de uma época de produção da Sétima Arte que foi 'levada pelo vento' e que nunca mais voltaremos a ver." Inácio Araújo, crítico da Folha de S.Paulo, chamou o filme de "o apogeu do romantismo cinematográfico".

### Reconhecimento
Gone with the Wind é amplamente reconhecido como um dos melhores filmes do seu gênero, constando em várias e proeminentes publicações e pesquisas da indústria cinematográfica como tal, sendo o segundo filme que mais entrou em catálogos de "os melhores do ano" e terceiro entre "os melhores da década de 1930", com um total de 452 listas. Em 1997, em uma pesquisa realizada com membros do American Film Institute (AFI), foi eleito o filme mais popular da história; a organização ainda o classificou em quarto lugar na sua lista "100 Anos… 100 Melhores Filmes", de 1998, e em sexto lugar na edição de 2007; além de em várias outras publicações. Em 2014, ficou em 15.º lugar dos "100 Melhores" do The Hollywood Reporter, que realizara uma extensa pesquisa com todos os estúdios, agências, empresas de propaganda e produtores de Hollywood e região. Os cineastas classificaram-no na 322.ª colocação na edição da sondagem decenal da Sight & Sound em 2012, ao passo que os críticos elegeram-no na 235.ª posição; em 2015, sessenta e dois críticos de cinema de vários países pesquisados pela BBC votaram nele como o 97.º melhor filme americano; no ano seguinte, foi selecionado como o nono "filme melhor dirigido" em uma pesquisa de membros do Directors Guild of America. É o 23.º dentre os "101 Melhores Roteiros do Cinema", segundo o Writers Guild of America West. No ano de 2018, Time Out efetuou uma consulta com atores para se ter conhecimento de quais são os cem melhores filmes de todos os tempos na concepção desses profissionais: Gone with the Wind foi eleito o 55.º.
Em 1999, Peter Travers inseriu-o entre os melhores filmes dos últimos cem anos; por outro lado, Roger Ebert agregou-o em sua lista dos "Grandes Filmes" e em diversas outras, como os "15 Filmes mais Influentes de Todos os Tempos", "101-102 Filmes para Veres Antes…" e "100 Grandes Momentos do Cinema" para: "Francamente, minha querida, eu não dou a mínima". Posicionou-se em primeiro lugar na compilação "Os Melhores Filmes Clássicos Todos os Tempos", efetuada pela Harper's Bazaar, e no 42.º na do Rotten Tomatoes; no 12.º entre os melhores filmes românticos, do The Guardian; estabeleceu-se na 26.ª colocação de "100 Anos, 100 Filmes Dissidentes", da Rolling Stone; fechou a lista dos "10 Mais Excepcionais Filmes de Todos os Tempos", do periódico americano Entertainment Weekly, o qual também o ranqueou em sua publicação "100 Melhores Filmes de Todos os Tempos", de 1999, na oitava disposição; na edição de 2013, ficou em décimo lugar. No catálogo de mesmo título elaborado pelo jornal Los Angeles Daily News, ocupou o quarto lugar, de acordo com seus leitores; no site Mr. Showbiz, o quinto e sétimo, segundo os leitores e críticos, respectivamente; o 16.º da revista Bula; o 32.º da Film4 e da revista Movieline; o 46.º da Bravo; e apareceu sem ordem específica nas edições do Filmsite.org e Video Detective. A Sociedade Nacional de Críticos de Cinema classificou-o um dos "100 Filmes Essenciais". Na divulgação da Empire dos "500 Melhores Filmes de Todos os Tempos", efetuada em 2008, alcançou a 31.ª posição, ao passo que os usuários elegeram-no o 38.º dos "50 Melhores", citando o incêndio de Atlanta como o "momento imperdível"; semelhantemente, entrou na lista de mesmo título realizada pela Vanity Fair. Já na publicação dos "100 Melhores", da Empire, seus assinantes selecionaram-no como o 18.º e 44.º nas pesquisas de 1999 e 2003, respectivamente. Para a Time Out, é o 44.º melhor do século XX, da mesma maneira que é para American Society of Cinematographers, só que sem ordem específica. Foi incluído no livro 1001 Filmes Para Ver Antes de Morrer, editado por Steven Schneider, assim como no 100 Filmes do século XX Para Ver, de Leonard Maltin. No Guinness Book of Film, liderou lista dos "100 Melhores Filmes por Gênero (Drama)".
A revista Complex listou-o em várias de suas publicações, como em suas listas "50 Filmes que São Melhores do que o Livro", na qual alcançou a nona posição; "As 25 Mulheres mais Atraentes em Trajes de Filmes de Drama" (Scarlett O'Hara), em 16.º lugar; e "As Melhores Trilhas Sonoras de Todos os Tempos". Tal-qualmente, em 2011, a American Broadcasting Company e a People integraram-no em suas listagem do Best in Film: The Greatest Movies of Our Time — um especial de televisão de duas horas cujo intuito foi conceder aos fãs de cinema americanos a chance de escolher seus filmes favoritos de todos os tempos, dentre as quais encabeçou as de "Melhor Filme", "Maior Beijo do Cinema" e "Melhor Citação" ("Francamente, minha querida, eu não dou a mínima") e apareceu em "Casal mais Romântico do Cinema" e "Mais Excepcional Personagem de Cinema", nas segunda e terceiras posições, respectivamente.
Continua a ser imensamente conhecido entre o público do século XXI, tendo sido eleito o filme mais favorito e popular do cinema em duas pesquisas realizadas pela Harris Interactive com pessoas dos Estados Unidos, em 2008 e, novamente, em 2014. A empresa de pesquisa de mercado entrevistou mais de dois mil adultos, tendo se levado grande consideração no que tange à idade, sexo, raça/etnia, educação, região e renda familiar.

## Atores ainda vivos
Dentre os atores que foram creditados no filme, encontra-se vivo Mickey Kuhn, que fez Beau Wilkes, filho da personagem de De Havilland no filme (Kuhn nasceu em 1932).
Olivia de Havilland e Alicia Rhett (intérprete de Índia Wilkes), são as atrizes que mais viveram após o lançamento do filme em 1939. Alicia Rhett, nascida em fevereiro de 1915, morreu em janeiro de 2014, perto de completar os seus 99 anos de idade. Já De Havilland chegou aos 100 anos no dia 1 de julho de 2016, morrendo em 2020. Ironicamente, a sua Melanie é a única personagem do elenco principal que vem a morrer durante o filme, enquanto Olivia sobreviveu aos demais atores do longa e levava uma vida tranquila em Paris, na França, onde vivia desde a década de 1950. Olivia havia aparecido em eventos relacionados a cinema, especialmente em tributos a …E o vento levou. Em 1989, quando o People's Choice Award mobilizou os americanos a elegerem o seu filme favorito de todos os tempos, o filme escolhido foi …E o vento levou, e Olivia foi receber o prêmio, tendo agradecido em seu nome e em nome de todos os que estiveram envolvidos na realização do filme, citando em especial Clark Gable, Vivien Leigh, Leslie Howard, Hattie McDaniel e o produtor David O. Selznick, que não mais se encontravam em vida em 1989. Em 2004, ela filmou "Melanie Remembers: Reflections by Olivia de Havilland", um documentário sobre …E o vento levou por meio do qual a atriz relembra cada momento das filmagens. No final de setembro de 2014, devido aos 75 anos de …E o vento levou, o filme voltou a ser exibido em sessões especiais nos cinemas americanos, e Olivia, de sua casa em Paris, afirmou estar verdadeiramente emocionada em saber sobre o relançamento do filme nos cinemas.
Greg Giese, nascido em 1939, que aparecera no filme quando recém-nascido, como o bebê de Melanie (Olivia de Havilland), tendo sido reaproveitado para aparecer como o bebê de Scarlett (Vivien Leigh), não teve o seu nome creditado no longa; contudo Giese é um dos integrantes do filme a estarem vivos nos dias de hoje, e sempre participa de eventos relacionados a …E o vento levou.

## Legado
É a imagem mais magnífica de sempre; pelo menos de acordo com o cartaz de talvez um dos filmes mais emblemáticos de todos os tempos.
"Francamente, minha querida, eu não dou a mínima" entrou para "30 Melhores Frases de Filmes para Usar ao Sair do Seu Trabalho" e "As melhores frases de filmes para usar para romper com alguém".

### Sequência
Durante muitas décadas especulou-se em Hollywood se uma sequência para o filme seria produzida. A escritora original de Gone with the Wind morreu, em 1949, sem nunca ter escrito uma continuação para a obra, como fãs gostariam. No entanto, em 1991, os herdeiros do espólio de Mitchell autorizaram a romancista Alexandra Ripley a publicar uma sequência para o romance, intitulada Scarlett. O livro foi adaptado como uma minissérie televisiva homônima em 1994 pela CBS, estrelada por Timothy Dalton como Rhett Butler e Joanne Whalley como Scarlett O'Hara, sendo a única sequência oficial do filme.